# Franprix

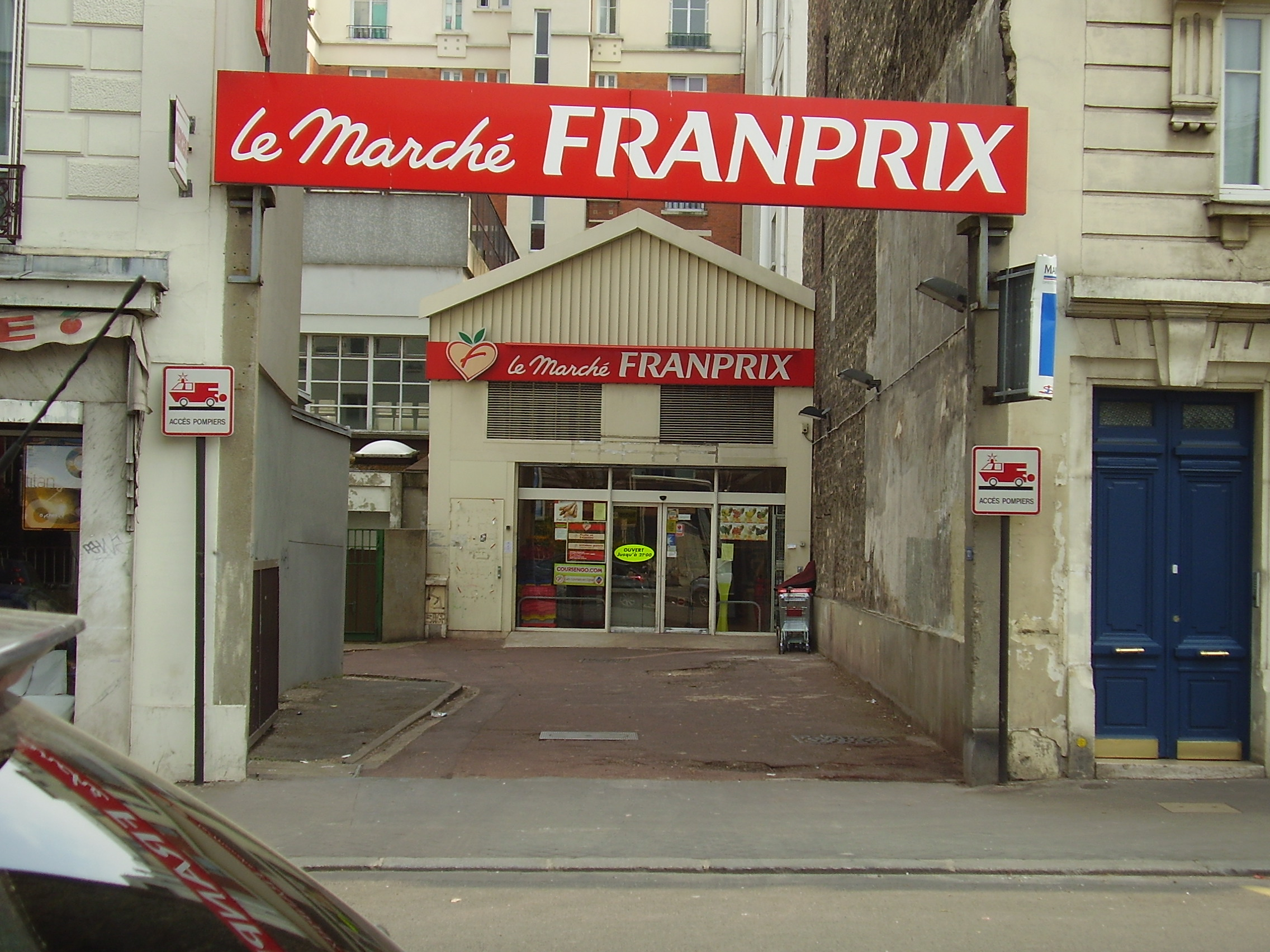
Un punto vendita a Parigi

Franprix è una catena di supermercati del Gruppo Casino con sede a Parigi.

## Controversie
- Scandalo delle uova contaminate al fipronil nel 2017[2]